# مادیارشارلوش
مادیارشارلوش (به مجاری:  Magyarsarlós) یک منطقهٔ مسکونی در مجارستان است که در ناحیه پچ واقع شده‌است.